# 崔涂
崔涂（854年—卒年不详）字礼山，浙江富春县人，唐朝著名诗人。

## 生平
唐僖宗光启四年（888年），中郑贻矩榜进士。一生飘泊羁旅，往来于四川、贵州、江苏、浙江、河南、甘肃。

## 文学风格
崔涂是诗作多数是描写羁旅漂泊和失意思乡的主题。诗作格调苍凉抑郁而低沉。

## 作品
- 《全唐诗》收录其诗作一卷。[2]

- 今人整理《崔涂诗集》。[2]

## 评价
清朝刘熙载《艺概·诗概》：“五言无闲字易，有余味难。”